# Anton Adolf af Vasaborg

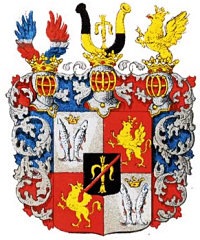
Vapen för ätten af Wasaborg, där vasen bär en bastardsträng.

Anton Adolf af Vasaborg, född 22 februari 1689 i Wildeshausen, död 10 maj 1748 på Kungslena översteboställe i Västergötland, var en svensk greve och general. Han var son till överstelöjtnant Gustaf Adolf af Wasaborg.
Anton Adolf af Vasaborg gick i preussisk militärtjänst 1710 och deltog i fälttåget i Piemonte 1711. 1716 trädde han i svenskt tjänst och blev ryttmästare vid Västgöta kavalleriregemente, samt deltog i fälttåget mot Norge 1718 där han sårades svårt vid belägringen av Fredrikshald. Efter att ha blivit major vid Södermanlands regemente 1719 fick han 1720 överstelöjtnants fullmakt och 1739 indelning som sådan vid Södermanlands regemente.
Han deltog i finska kriget i början av 1740-talet där han i Slaget vid Villmanstrand den 23 augusti 1741 genom oförsiktig tapperhet förde Södermanlands regemente för långt fram och härigenom bröt linjen samt hindrade bruket av svenska kanonerna. När han insåg misstaget och kommenderade soldaterna tillbaka, blev han av dem tillropad: Gubbe, är du rädd?, varvid han alldeles förlorade kontenansen. Han tillfångatogs därefter av ryssarna och fördes till S:t Petersburg där han genom ovarsamt tal säges givit anledning till den hårdhet som drabbade svenska krigsfångar. Vid sin frigivning, efter freden i Åbo 1743, fick han kejsarinnan Elisabets guldvärja, som hon själv brukat revolutionsdagen, då hon bemäktigade sig tronen, och bar sedan ständigt denna värja. 
af Vasaborg blev överste vid Skaraborgs regemente 1744 och generalmajor i armén samma år.
af Vasaborg var först gift 1720 med grevinnan Catharina Oxenstierna af Korsholm och Wasa (1684–1722), som var dotter till kammarherren greve Gabriel Oxenstierna af Korsholm och Wasa och friherrinnan Magdalena Catharina Stake, och från 1728 med friherrinnan Anna Christina Sparre (1683–1759), som var dotter till kammarherren friherre Carl Sparre och Beata Elisabet Falkenberg af Trystorp. Han är begravd i Sparreska graven i Hjälstads kyrka med sin andra hustru.